# Парисян, Каро
Карапет «Каро» Парисян (арм. Կարապետ Փարիզյան; род. 28 августа 1982 года) — армяно-американский боец смешанных единоборств по прозвищу «Жара», известен своими выступлениями в таких организациях как UFC, WEC и Bellator. Профессионально выступал в смешанных единоборствах с 1999 по 2016 год. Бывший чемпион WEC в полусреднем весе, а также имел статус претендента на пояс чемпиона UFC в полусреднем весе, но из-за черёд травм так и не смог побороться за титул.

## Биография
Карапет Парисян родился в Армянской ССР, в городе Ереван. Его семья переехала в США, когда ему было шесть лет. Каро начал заниматься дзюдо в девятилетнем возрасте, под руководством своего соотечественника Гокора Чивичяна. Парисян рассказывал, что его отец начал брать его на тренировки по дзюдо, потому что он дрался со своими сёстрами, и дзюдо было бы эффективным выходом для Каро, чтобы выместить свой гнев. Однако в книге, которую он опубликовал, Парисян писал, что отец познакомил его с дзюдо, чтобы вылечить от лени. К десяти годам Парисян тренировался по дзюдо под руководством Чивичяна и Джина Лебелла.

## Спортивная карьера

### Грэпплингская система Hayastan
Более тринадцати лет Парисян развивался по системе «Hayastan grappling» — стилю, разработанному Гокором Чивичяном и Джином Лебеллом, в котором сочетаются элементы дзюдо, самбо, кэтча, греко-римской борьбы и вольной борьбы. Парисян продолжал тренироваться в «Hayastan Academy» под руководством Гокора и Джина до конца 2005 года. В начале 2012 года Каро упомянул в интервью, что вернулся в Академию.

### Дзюдо
Каро Парисян имеет в своём активе шесть юниорских национальных побед, участвовал в олимпийских соревнованиях по дзюдо в преддверии Летних Олимпийских игр в Афинах 2004 года. Он писал, что поездка на Олимпиаду была его мечтой, а смешанные единоборства — всего лишь отдушиной от скуки. Во время тренировок он получил звонок от руководства UFC и был приглашён в организацию. Он согласился, потому что ему нужны были деньги. Но после боя с Дейвом Стрэссером его рёбра нуждались в восстановлении, и он решил отказаться от тренировок по дзюдо.

### Ultimate Fighting Championship
Парисян дебютировал на турнире «UFC 44» 26 сентября 2003 года, победив Дэйва Стрэссера удушающим приёмом кимура в первом раунде. В тот день Каро получил приз «Болевой приём вечера».
В своём следующем бою на «UFC 46» он сразился с Жоржем Сен-Пьером и проиграл единогласным решением судей. Во время боя Каро пытался сделать две кимуры, однако не смог их довести до конца. Каро Парисян стал первым бойцом, который прошёл всю дистанцию с Сен-Пьером, доведя бой до решения.
Затем он выиграл титул чемпиона WEC в полусреднем весе, победив Шони Картера единогласным решением. После чего он вернулся к боям в UFC, где одержал победы над Ником Диасом, Крисом Лайтлом и Мэттом Серрой.
Следующий бой Парисяна должен был состояться на «UFC 56», где он должен был сразиться с чемпионом UFC в полусреднем весе Мэттом Хьюзом за пояс организации. Однако Каро получил травму подколенного сухожилия и был вынужден сняться с боя. Его место занял Джо Риггс.
После восстановления от травмы, 15 апреля 2006 года, он сразился с Ником Томпсоном на «UFC 59» и выиграл техническим нокаутом в первом раунде.
17 августа 2006 года дрался с Диего Санчесом на «UFC Fight Night 6». Он проиграл единогласным решением судей. Этот бой был выбран в качестве лучшего боя 2006 года по версии Wrestling Observer Newsletter. Также он стал лучшим боем вечера.
После поражения от Санчеса Каро одержал три победы подряд над Дрю Фикеттом, Джошем Беркманом и Рио Чонаном, причем все они были единогласным решением судей.
2 апреля 2008 года проиграл Тиагу Алвису на турнире «UFC Fight Night 13» техническим нокаутом во втором раунде. Тиагу оказал хорошее сопротивление атаке Каро и добил его коленом из клинча, за которым последовали удары.
Парисян должен был драться с Ёсиюки Ёсидой на «UFC 88», но травма спины вынудила его выбыть из боя прямо перед взвешиванием.
Оправившись от травмы, Каро вернулся на «UFC 94» 31 января 2009 года в Лас-Вегасе против Ким Дон Хёна. Каро победил его раздельным решением судей. После боя Парисян сдал положительный результат на запрещенные обезболивающие препараты гидрокодон, гидроморфон и оксиморфон. Боец заявил, что у него есть рецепт на эти лекарства из-за тяжёлой травмы спины и подколенного сухожилия.17 марта 2009 года NSAC отстранил его на девять месяцев и признал исход боя несостоявшимся.
Каро Парисян должен был сразиться с Дастином Хазелеттом на «UFC 106», но выбыл из боя 19 ноября, за день до взвешивания. Президент UFC Дана Уайт отреагировал на ситуацию в своём твиттере, заявив, что Парисян «не будет драться в субботу или когда-либо снова в UFC!!». Уайт также заявил, что у него есть «целый список оправданий». Позже в тот же день Нил Мелансон, давний друг и партнёр Парисяна по тренировкам, сообщил новостному сайту «Five Ounces Of Pain», что Каро борется с пристрастием к обезболивающим, возникшим из-за травмы, полученной во время подготовки к бою.

### Период карьеры после UFC
Парисян вступил в переговоры со Strikeforce, рассчитывая продолжить свою карьеру в смешанных единоборствах в США, но они оказались безуспешными.
Ответный бой Каро состоялся 10 июля 2010 года на «Impact FC 1». Первоначально он должен был встретиться с Луисом Дутра-младшим, но Дутра в конечном итоге был вынужден сняться с боя из-за порванного бицепса. Новым соперником Каро стал Бен Мортимер, которого Парисян победил удушающим приёмом сзади во втором раунде.

### Возвращение в UFC
2 сентября 2010 года было объявлено, что Каро вернётся в UFC. В ноябре он встретился с Деннисом Холлманом на «UFC 123». Холлман победил Парисяна техническим нокаутом в первом раунде. В беседе с журналистом Ариэлем Хельвани после «UFC 123» президент UFC Дана Уайт заявил, что считает, что Парисян прошёл свой период в UFC.

### Выступления в независимых промоушенах
Каро дрался с высоко разрекламированным канадским перспективным бойцом Райаном Фордом 19 мая 2011 года на шоу «MMA Live 1» в Лондоне, Онтарио, Канада. Он смог нейтрализовать силу и мощь Форда, применив свои тейкдауны, первый и второй раунды были в пользу Парисяна, но в итоге в третьем раунде жёстким коленом в голову Райан пробил голову Каро, что привело к сечки над его левым глазом, бой был остановлен врачом.
В следующем бою Парисян сразился с Джорданом Смитом 14 сентября в Бразилии на турнире «Amazon Forest Combat 1». Каро в близком бою проиграл раздельным решением судей.
Он должен был сразиться с Дэйвом Менне 31 марта 2012 года, но Менне был вынужден сняться с боя из-за травмы. Парисян вместо этого сражался с Томасом Денни. Он победил единогласным решением судей.
Каро должен был сразиться с Шамаром Бейли в главном бою «ShoFIGHT 20» в Спрингфилде, Миссури, за вакантный титул чемпиона в полусреднем весе 16 июня 2012 года. Однако Бейли был вынужден сняться с боя из-за травмы, он был заменён другим ветераном UFC Джоном Гандерсоном. После оглушения коленом от Гандерсона, в результате которого была сломана скула, Парисян попал в гильотину и проиграл бой сдачей. Каро сказал после боя, что он постучал из-за давления на скулу, и что его не душили.
6 октября 2012 года Парисян должен был сразиться с Дэвидом Билхеденом в шведском Мальмё, но выбыл из боя по личным причинам и был заменён на Маркуса Дэвиса. Каро заявил тогда: «Все знают, что это был трудный путь для меня в течение последних двух лет. Я пытался просто переориентироваться и вернуться к тому, чтобы бросать людей на их головы, но это было не то же самое. Не хочу ничего отнимать у моего противника, но мой последний бой был для меня разрушительным. Мы с моим менеджером долго разговаривали, и он познакомил меня со спортивным психологом. В этот момент мне нужно прислушаться к своему врачу и сосредоточиться на своей жизни, а не на борьбе. Дай бог, чтобы в какой-то момент борьба вернулась в мою жизнь, но сейчас мне нужно сосредоточиться только на том, чтобы Каро вернулся к Каро».
29 сентября 2012 года на турнире «Gladiator Challenge: King Of The Mountain» Каро победил Тайгра Бонда в первом раунде болевым приёмом рычаг локтя.
Затем Парисян провёл бой 28 октября 2012 года на «Gladiator Challenge: Heat Returns» против Эдварда Дарби и победил в первом раунде тем же рычагом локтя.

### Bellator MMA
Первый бой Каро Парисяна в Bellator состоялся против Рика Хоуна на «Bellator 95» 4 апреля 2013 года. Каро проиграл техническим нокаутом во втором раунде.
В следующем бою в промоушене Парисян должен был встретиться с Криштиану Соузой на «Bellator 106», но выбыл из-за травмы.
После травмы он сразился с Роном Кесларом 11 апреля 2014 года на «Bellator 116». Каро выиграл бой нокаутом во втором раунде, что стало первой победой нокаутом в его карьере.
25 июля 2014 года на «Bellator 122» Каро встретился с новичком Bellator и бывшим спарринг-партнёром Филом Барони. Он выиграл бой техническим нокаутом в первом раунде.
Каро Парисян должен был биться с Марюсом Жаромскисом на «Bellator 127» 3 октября 2014 года. Однако Жаромскис был снят с поединка, чтобы сразиться в другой день. Фернандо Гонсалес вышел на его замену. Парисян проиграл бой техническим нокаутом в первом раунде. Однако позже Гонсалес провалил тест на наркотики и был впоследствии оштрафован и отстранён от работы на один месяц. Бой не был изменён на несостоявшийся.

### Период карьеры после Bellator MMA
7 октября 2017 года Каро Парисян встретился с Хосе Диазом на «Ready for War» в Лонг-Биче, Калифорния. Он проиграл бой техническим нокаутом после первого раунда, отказавшись от продолжения боя.

## Титулы и достижения

### Смешанные единоборства
- World Extreme Cagefighting
  - Чемпион WEC в полусреднем весе (один раз)
- Ultimate Fighting Championship
  - Лучший бой года против Диего Санчеса 7 августа 2006 года
  - Болевой приём вечера  против Дэйва Стрэссера 26 сентября 2003 года

### Дзюдо
- Федерация дзюдо США
  - Чемпионат США по дзюдо в Лас-Вегасе
    - 2003 Бронзовый призёр Чемпионата США по дзюдо (-81 кг) 

  - Чемпионат США по дзюдо в Окленде
    - 2000 Чемпион США по дзюдо среди юношей (-81 кг) 

  - Чемпионат США по дзюдо в Монтерее
    - 2001 Чемпион США по дзюдо среди юношей (-81 кг) 

  - Чемпионат США по дзюдо в Луисвилле
    - 2001 Чемпион США по дзюдо среди юношей (-81 кг)
- Панамериканские игры
  - 2001 Серебряный призёр панамериканских игр по дзюдо до 20 лет (-81 кг)
- Кубок Канады по дзюдо
  - 2002 Обладатель кубка Канады (Квебек) по дзюдо (-81 кг) 
  - 2002 Обладатель кубка Канады (Монреаль) по дзюдо (-81 кг)

### Бразильское джиу-джитсу
- Чемпион США по бразильскому джиу-джитсу

## Статистика
| Боёв 37         | Побед 24 | Поражений 12 |
| --------------- | -------- | ------------ |
| Нокаутом        | 2        | 6            |
| Сдачей          | 12       | 1            |
| Решением        | 10       | 5            |
| Не состоявшихся | 1        | 1            |

| Результат    | Рекорд    | Соперник             | Способ                                         | Турнир                                    | Дата             | Раунд | Время | Место                          | Примечание |
| ------------ | --------- | -------------------- | ---------------------------------------------- | ----------------------------------------- | ---------------- | ----- | ----- | ------------------------------ | --- |
| Поражение    | 24-12 (1) | Хосе Диаз            | Технический нокаут (отказ от продолжения боя)  | Extreme Fighters MMA - Ready for War      | 7 октября 2017   | 1     | 5:00  | Лонг-Бич, Калифорния, США      | |
| Поражение    | 24-11 (1) | Фернандо Гонсалес    | Технический нокаут (удары)                     | Bellator 127                              | 3 октября 2014   | 1     | 1:43  | Темекьюла, Калифорния, США     | Гонсалес провалил допинг тест. Однако бой не был изменён на несостоявшийся.                                                                       |
| Победа       | 24-10 (1) | Фил Барони           | Технический нокаут (удары)                     | Bellator 122                              | 25 июля 2014     | 1     | 2:06  | Темекьюла, Калифорния, США     | |
| Победа       | 23-10 (1) | Рон Кеслар           | Нокаут (удары)                                 | Bellator 116                              | 11 апреля 2014   | 2     | 4:05  | Темекьюла, Калифорния, США     | |
| Поражение    | 22-10 (1) | Рик Хоун             | Нокаут (удары)                                 | Bellator 95                               | 4 апреля 2013    | 2     | 1:55  | Атлантик-Сити, Нью-Джерси, США | Дебют в Bellator. |
| Победа       | 22-9 (1)  | Эдвард Дарби         | Болевой приём (рычаг локтя)                    | Gladiator Challenge: Heat Returns         | 28 октября 2012  | 1     | 2:10  | Сан-Джасинто, Калифорния, США  | |
| Победа       | 21-9 (1)  | Тайгер Бондс         | Болевой приём (рычаг локтя)                    | Gladiator Challenge: King Of The Mountain | 29 сентября 2012 | 1     | 1:03  | Сан-Диего, Калифорния, США     | |
| Поражение    | 20-9 (1)  | Джон Гандерсон       | Удушающий приём (гильотина)                    | ShoFight 20                               | 16 июня 2012     | 1     | 2:47  | Спрингфилд, Миссури, США       | Бой за вакантный титул чемпиона ShoFIGHT в полусреднем весе.                                                                                      |
| Победа       | 20-8 (1)  | Томас Денни          | Единогласное решение                           | WMMA 1 — Fighting for a Better World      | 31 марта 2012    | 3     | 5:00  | Эль-Пасо, Техас, США           | |
| Поражение    | 19-8 (1)  | Джордан Смит         | Раздельное решение                             | Amazon Forest Combat 1                    | 14 сентября 2011 | 3     | 5:00  | Манаус, Бразилия               | |
| Поражение    | 19-7 (1)  | Райан Форд           | Технический нокаут (остановка доктором)        | JEG — MMA Live 1                          | 19 мая 2011      | 3     | 1:26  | Лондон, Онтарио, Канада        | Доктор остановил бой из за рассечения которое образовалось у Парисяна.                                                                            |
| Поражение    | 19-6 (1)  | Деннис Холлман       | Технический нокаут (удары)                     | UFC 123                                   | 20 ноября 2010   | 1     | 1:47  | Оберн-Хиллс, Мичиган, США      | |
| Победа       | 19-5 (1)  | Бен Мортимер         | Удушающий приём (удушение сзади)               | Impact FC 1                               | 10 июля 2010     | 2     | 4:18  | Брисбен, Австралия             | |
| Не состоялся | 18-5 (1)  | Ким Дон Хён          | Не состоялся (отменено Атлетической Комиссией) | UFC 94                                    | 31 января 2009   | 3     | 5:00  | Лас-Вегас, Невада, США         | Изначально была победа Каро раздельным решением; Однако результат боя был изменён в виду положительного результата на запрещённые обезболивающие. |
| Поражение    | 18-5      | Тиагу Алвис          | Технический нокаут (удар коленом и добивание)  | UFC Fight Night 13                        | 2 апреля 2008    | 2     | 0:34  | Брумфилд, Колорадо, США        | |
| Победа       | 18-4      | Рио Чонан            | Единогласное решение                           | UFC 78                                    | 17 ноября 2007   | 3     | 5:00  | Ньюарк, Нью-Джерси, США        | |
| Победа       | 17-4      | Джошуа Беркмен       | Единогласное решение                           | UFC 71                                    | 26 мая 2007      | 3     | 5:00  | Лас-Вегас, Невада, США         | |
| Победа       | 16-4      | Дрю Фикетт           | Единогласное решение                           | UFC Fight Night: Sanchez vs. Riggs        | 13 декабря 2006  | 3     | 5:00  | Сан-Диего, Калифорния, США     | |
| Поражение    | 15-4      | Диего Санчес         | Единогласное решение                           | UFC Fight Night 6                         | 17 августа 2006  | 3     | 5:00  | Лас-Вегас, Невада, США         | Лучший бой 2006 года. Лучший бой вечера. |
| Победа       | 15-3      | Ник Томпсон          | Технический нокаут (удары)                     | UFC 59                                    | 15 апреля 2006   | 1     | 4:44  | Анахайм, Калифорния, США       | |
| Победа       | 14-3      | Мэтт Серра           | Единогласное решение                           | UFC 53                                    | 4 июня 2005      | 3     | 5:00  | Атлантик-Сити, Нью-Джерси, США | |
| Победа       | 13-3      | Крис Лайтл           | Единогласное решение                           | UFC 51                                    | 5 февраля 2005   | 3     | 5:00  | Лас-Вегас, Невада, США         | |
| Победа       | 12-3      | Ник Диас             | Раздельное решение                             | UFC 49                                    | 21 августа 2004  | 3     | 5:00  | Лас-Вегас, Невада, США         | |
| Победа       | 11-3      | Шони Картер          | Единогласное решением                          | WEC 10                                    | 21 мая 2004      | 3     | 5:00  | Лемор, Калифорния, США         | Завоевал пояс чемпиона WEC в полусреднем весе. |
| Поражение    | 10-3      | Жорж Сен-Пьер        | Единогласное решение                           | UFC 46                                    | 31 января 2004   | 3     | 5:00  | Лас-Вегас, Невада, США         | |
| Победа       | 10-2      | Дэйв Стрэссер        | Болевой приём (кимура)                         | UFC 44                                    | 26 сентября 2003 | 1     | 3:52  | Лас-Вегас, Невада, США         | Болевой приём вечера. Дебют в UFC. |
| Победа       | 9-2       | Фернандо Васконселос | Единогласное решение                           | King of the Cage 22                       | 23 марта 2003    | 3     | 5:00  | Сан-Джасинто, Калифорния, США  | |
| Победа       | 8-2       | Антонио Макки        | Единогласное решение                           | Ultimate Cage Fighting 3                  | 15 февраля 2003  | 3     | 5:00  | Голливуд, Калифорния, США      | |
| Победа       | 7-2       | Даррелл Смит         | Болевой приём (рычаг локтя)                    | Reality Submission Fighting 3             | 30 марта 2001    | 1     | 0:59  | Бельвиль, Иллинойс, США        | |
| Поражение    | 6-2       | Шон Шерк             | Технический нокаут (остановка углом)           | Reality Submission Fighting 2             | 5 января 2001    | 1     | 16:20 | Бельвиль, Иллинойс, США        | |
| Поражение    | 6-1       | Шон Шерк             | Единогласное решение                           | Reality Submission Fighting 1             | 10 октября 2000  | 1     | 18:00 | Бельвиль, Иллинойс, США        | |
| Победа       | 6-0       | Гуидо Дженнингс      | Удушающий приём (сзади)                        | Kage Kombat 16                            | 7 июня 1999      | 1     | 6:33  | Калифорния, США                | |
| Победа       | 5-0       | Джастин Бумфус       | Удушающий приём (удушение сзади)               | ESF — Empire One                          | 15 мая 1999      | 1     | N/A   | Корона, Калифорния, США        | |
| Победа       | 4-0       | Скотт Дэвис          | Болевой приём (рычаг локтя)                    | Kage Kombat 14                            | 5 апреля 1999    | 1     | 2:16  | Лос-Анджелес, Калифорния, США  | |
| Победа       | 3-0       | Джейсон Риттджерс    | Болевой приём (рычаг локтя)                    | Kage Kombat 14                            | 5 апреля 1999    | 1     | 1:58  | Лос-Анджелес, Калифорния, США  | |
| Победа       | 2-0       | Зак Маккинни         | Болевой приём (рычаг локтя)                    | Kage Kombat 12                            | 1 февраля 1999   | 1     | 0:23  | Лос-Анджелес, Калифорния, США  | |
| Победа       | 1-0       | Брайан Уоррен        | Болевой приём (замок лодыжки)                  | Kage Kombat 12                            | 1 февраля 1999   | 1     | 0:44  | Лос-Анджелес, Калифорния, США  | |